# Eleições intercalares em Markham (2007)
As eleições intercalares de 2007 tiveram lugar no dia 8 de Fevereiro de 2007 e resultaram da resignação do membro do Parlamento Provincial do Ontário, Tony Wong do "Partido Liberal" (MPP), e destinaram-se a encontrar um deputado para aquele assento na Assembleia Legislativa do Ontário. Markham é um distrito eleitoral do Estado do Ontário (Canadá).
Tony Wong resignou para se candidatar a um dos quatro lugares de vereador da Municipalidade Regional de York por Markham nas Eleições Regionais de 2006.
O Partido Liberal perdeu o mandato, o qual reverteu para a bancada dos Conservadores Progressistas.
| Partido                                     | Candidato          | Votos | Percentagem | Variação (em %) |
| Partido Liberal                             | Michael Chan       | 9.080 | 49,3        | - 1,4           |
| Partido Conservador Progressista do Ontário | Alex Yuan          | 6.420 | 34,9        | - 5,4           |
| Partido Novo Democrata                      | Janice Hagan       | 1.492 | 8,1         | + 3,0           |
| Verdes                                      | Bernadette Manning | 999   | 5,4         | + 3.8           |
| Partido da Liberdade                        | Cathy McKeever     | 159   | 0,9         |                 |
| Coligação Família                           | Patrick Redmond    | 135   | 0.7         | - 0.6           |
| Partido Libertário                          | Jay Miller         | 126   | 0.7         |                 |